# (6994) 1995 BV4
(6994) 1995 BV4 (1995 BV4, 1987 SW27, 1990 EC8, 1993 WR) — астероїд головного поясу, відкритий 28 січня 1995 року.
Тіссеранів параметр щодо Юпітера — 3,236.